# Premier ministre de la Jamaïque
Le Premier ministre de la Jamaïque (en anglais : Prime Minister of Jamaica) est le chef du gouvernement de la Jamaïque. Depuis le 3 mars 2016, la fonction est occupée par Andrew Holness, du Parti travailliste.

## Histoire
En 1953, des modifications apportées à la Constitution de 1944 créent la fonction de ministre en chef (Chief Minister) dans la colonie de la Jamaïque, à la tête d'un Conseil exécutif responsable devant le Conseil législatif. En 1957, le Conseil exécutif est transformé en un cabinet présidé par le Premier of Jamaica (traduit en français par Premier ministre) et la Jamaïque obtient un statut d'autogouvernance presque complet deux ans après. La fonction de Premier ministre (Prime Minister) est officiellement instituée avec l'indépendance du pays le 6 août 1962.

## Fonctions
Comme c'est le cas avec la plupart des nations démocratiques qui suivent le système de Westminster, le Premier ministre, à la tête du gouvernement de la Jamaïque, est le chef du parti majoritaire à la chambre basse du Parlement, la Chambre des représentants.
Le Premier ministre est officiellement nommé dans ses fonctions par le gouverneur général de la Jamaïque, qui représente le roi Charles III, chef de l'État comme roi de Jamaïque.

## Liste
| Nom (Naissance-Décès)            | Titre                     | Portrait | Période           | Période           | Parti politique          |
| Nom (Naissance-Décès)            | Titre                     | Portrait | Début             | Fin               | Parti politique          |
| -------------------------------- | ------------------------- | -------- | ----------------- | ----------------- | ------------------------ |
| Alexander Bustamante (1884–1977) | Chief Minister of Jamaica |          | 5 mai 1953        | 2 février 1955    | Parti travailliste       |
| Norman Manley (1893–1969)        | Chief Minister of Jamaica |          | 2 février 1955    | 14 août 1959      | Parti national du peuple |
| Norman Manley (1893–1969)        | Premier of Jamaica        |          | 14 août 1959      | 29 avril 1962     | Parti national du peuple |
| Alexander Bustamante (1884–1977) | Premier of Jamaica        |          | 29 avril 1962     | 6 août 1962       | Parti travailliste       |
| Alexander Bustamante (1884–1977) | Prime Minister of Jamaica |          | 6 août 1962       | 23 février 1967   | Parti travailliste       |
| Donald Sangster (1911–1967)      | Prime Minister of Jamaica |          | 23 février 1967   | 11 avril 1967     | Parti travailliste       |
| Hugh Shearer (1923–2004)         | Prime Minister of Jamaica |          | 11 avril 1967     | 2 mars 1972       | Parti travailliste       |
| Michael Manley (1924–1997)       | Prime Minister of Jamaica |          | 2 mars 1972       | 1er novembre 1980 | Parti national du peuple |
| Edward Seaga (1930–2019)         | Prime Minister of Jamaica |          | 1er novembre 1980 | 10 février 1989   | Parti travailliste       |
| Michael Manley (1924–1997)       | Prime Minister of Jamaica |          | 10 février 1989   | 30 mars 1992      | Parti national du peuple |
| Percival Patterson (1935–)       | Prime Minister of Jamaica |          | 30 mars 1992      | 30 mars 2006      | Parti national du peuple |
| Portia Simpson-Miller (1945–)    | Prime Minister of Jamaica |          | 30 mars 2006      | 11 septembre 2007 | Parti national du peuple |
| Bruce Golding (1947–)            | Prime Minister of Jamaica |          | 11 septembre 2007 | 23 octobre 2011   | Parti travailliste       |
| Andrew Holness (1972–)           | Prime Minister of Jamaica |          | 23 octobre 2011   | 5 janvier 2012    | Parti travailliste       |
| Portia Simpson-Miller (1945–)    | Prime Minister of Jamaica |          | 5 janvier 2012    | 3 mars 2016       | Parti national du peuple |
| Andrew Holness (1972–)           | Prime Minister of Jamaica |          | 3 mars 2016       | en fonction       | Parti travailliste       |